# Aéroport de Bella Coola
L'aéroport de Bella Coola (code IATA : QBC • code OACI : CYBD)         est situé à 6 milles marins au nord-est de Bella Coola et à 230 milles marins au nord-ouest de Vancouver, en Colombie-Britannique, au Canada. 
Cet aéroport est limité aux opérations de jour en VFR vu l'absence de système de navigation au sol. Un rapport météorologique est disponible presque tous les jours jusqu'à 15 h, heure locale, en contactant le service de vol de Kamloops via la bande VHF 126,7 MHz. 

## Compagnies aériennes et destinations
| Compagnies               | Destinations |
| ------------------------ | ------------ |
| Pacific Coastal Airlines | Vancouver    |

Pacific Coastal Airlines offre des vols quotidiens de Vancouver toute l'année à destination de Bella Coola. La durée de vol est d'environ 1 heure.